# Pentti Lammio
Pentti Lammio (n. 24 octombrie 1919, Tampere, Finlanda – d. 25 iulie 1999, Lempäälä, Länsi-Suomen lääni, Finlanda) a fost un patinator de viteză ce a reprezentat Finlanda, medaliat olimpic. A participat la 2 ediții ale Jocurilor Olimpice (1948, 1952) în care a câștigat o medalie de bronz.